# Таркек (спътник)
Таркек, също познат като Saturn LII (условно обозначение S/2007 S 1) е естествен спътник на Сатурн. Откриването му е обявено от Скот Шепърд, Дейвид Джуит, Ян Клайн и Брайън Марсдън на 13 април 2007 г. в резултат на наблюдения, проведени между 5 януари 2006 и 22 март 2007 г.
Голямата полуос на S/2007 S 1 е 17,910.6 Mm и орбитира около Сатурн за 894,86 дни. Орбитата е при инклинация 49.90° (към еклиптиката; 49.77° към екватора на Сатурн) в проградно направление с ексцентрицитет 0,1081. Диаметърът на спътника е седем километра. Той е член на инуитската група на нерегулярни спътници.
Таркек е наречен на Таркек, който е инуитски бог на луната.